# La Bataille de Tchesmé
La Bataille de Tchesmé (en russe : Чесменский бой) est un tableau du peintre russe d'origine arménienne, Ivan Aïvazovski, consacré à la victoire navale historique de la flotte russe sur la flotte turque qui s'est déroulée les 24 juin 1770 (5 juillet dans le calendrier grégorien) et 26 juin 1770 (7 juillet dans le calendrier grégorien).

## Description
Le tableau décrit clairement cette bataille de Tchesmé. Au fond de la baie, des navires turcs en feu coulent, des mâts s'enflamment. Les flammes s'élèvent accompagnées de fumées bleues qui se mêlent aux nuages. La lumière de la lune illumine le mélange infernal d'eau et de feu. À l'avant-plan se dresse la silhouette sombre du vaisseau amiral de la flotte russe Trois Hiérarques (1766). À droite est représentée la destruction d'un navire turc par le navire brulôt Dmitri Iline. Des marins turcs s'accrochent aux épaves des navires pour ne pas se noyer.